# Église de la Décollation-de-Saint-Jean-le-Précurseur à Diakovo

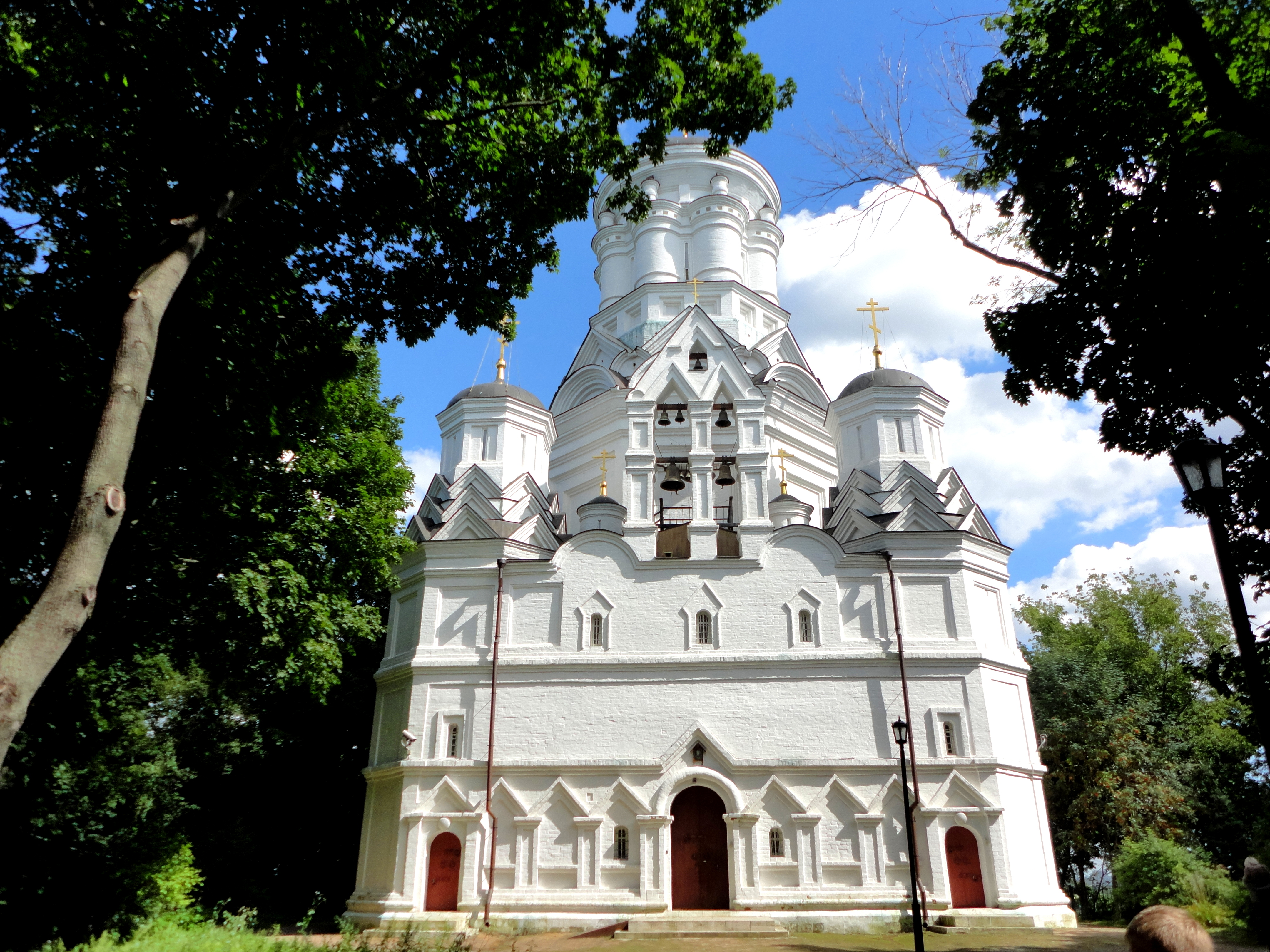
Façade de l'église de la Décollation-de-Saint-Jean-le-Précurseur à Diakovo.

L'église de la Décollation-de-Saint-Jean-le-Précurseur à Diakovo (en russe : Церковь Усекновения Главы Иоанна Предтечи в Дьякове) est le seul édifice religieux du XVIe siècle à multiples colonnes qui subsiste en Russie avec la cathédrale Saint-Basile-le-Bienheureux de Moscou. Le nombre de colonnes est un des critères de classification des différents types architecturaux d'églises russes. C'est une des raisons pour lesquelles cette église est considérée comme un monument exceptionnel de l'architecture russe ancienne.
C'est le grand-prince de Vladimir et de Moscou Vassili III (1479-1533) qui a fait débuter sa construction après la naissance de son fils Ivan IV Vassiliévitch (1530-1584) le futur Ivan le Terrible. Les pierres tombales datées de 1534 et 1535 utilisées pour la construction de l'église indiquent clairement qu'elle a été terminée après 1535.   
Elle se situe dans le raïon de Nagatinski Zaton, du district administratif sud de la ville de Moscou, sur le territoire du musée-réserve Kolomenskoïe, dans l'ancien village de Diakovo. On se trouve là sur les berges de la rive droite de la Moskova, où au XVIe siècle était installée une résidence du tsar. Aujourd'hui l'église est intégrée à la paroisse Danilovski dans l'éparchie de Moscou.

## Architecture
Ses formes massives rapprochent cette église de celle voisine de Église de l'Ascension de Kolomenskoïe et permettent de la rattacher au type d'églises à plan centré et chapelles multiples. Sa composition est à la fois sobre et majestueuse mais aussi fort complexe.  
La structure de l'édifice est un groupe symétrique de cinq volumes octaédriques séparés les uns des autres par des piles, chaque volume disposant de son entrée indépendante et de son autel. Le pilier central est dédié à la Décollation de la tête de Jean le Baptiste, et est d'un gabarit deux fois plus élevé que les autres. L'octaèdre central aux dimensions impressionnantes, est entouré de quatre chapelles polygonales en forme de tours dédiées à la Conception de Jean le Baptiste, à Sainte-Anne, à l'apôtre Thomas et au métropolite Pierre.
Trois rangées de kokochniks triangulaires assurent la transition vers la coupole principale. Celle-ci est décorée de petits frontons au pied de son imposant tambour entouré de huit absidioles. Les murs sont percés de fenêtres-meurtrières.   
Le centre de la façade est surmonté d'un clocher-mur à deux niveaux formant un gable à son sommet. 

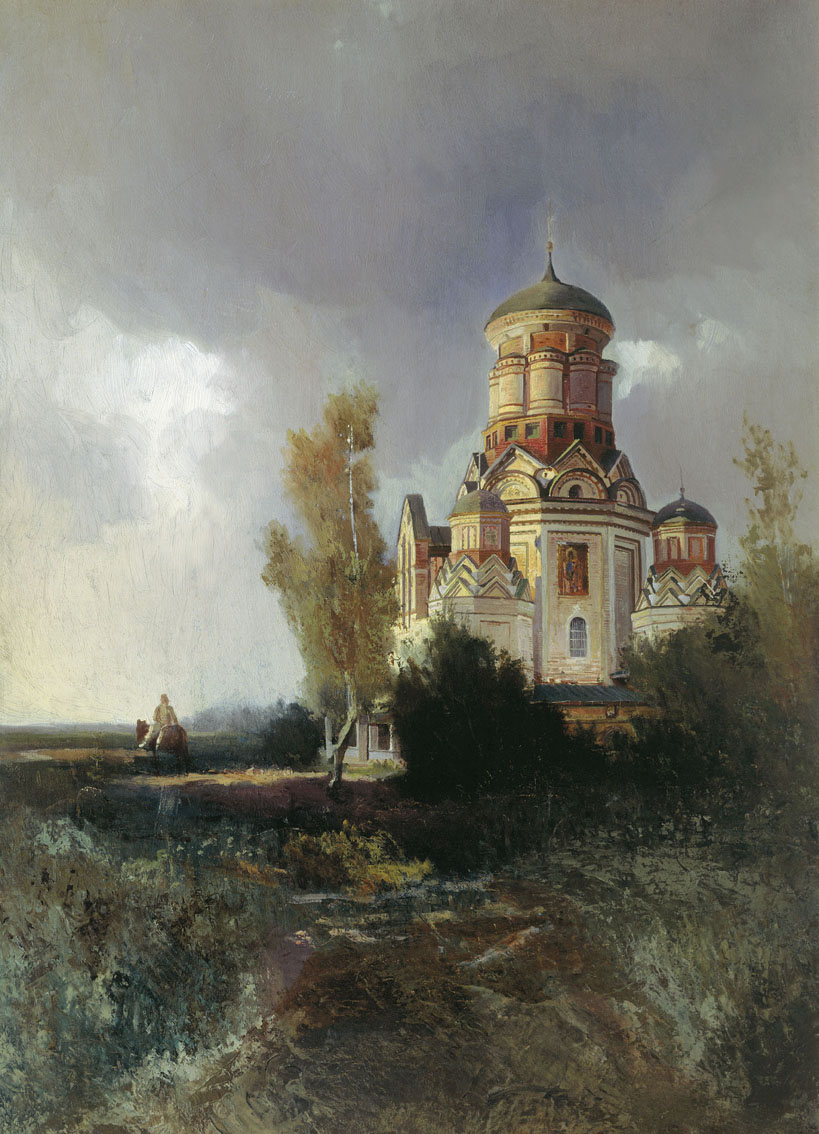
Tableau de Nikolaï Makovski représentant l'église de la Décollation

L'historien d'art Louis Réau considère la construction de cette église comme la première tentative pour faire passer dans l'architecture en pierre les formes de l'architecture en bois . C'est une église de transition dont la forme est hybride et hésite entre la coupole et la pyramide. La pyramide est amorcée mais sa pointe s'arrondit en coupole. Les kokochniks à la base de la tour en bois sont empruntés aux botchkas des mêmes églises en bois.
Cette église présente un double intérêt pour l'histoire de l'architecture russe, poursuit Réau : elle marque un tournant décisif quand d'une part l'architecture moscovite renonce à reproduire les canons byzantins et d'autre part commence à transposer dans la pierre les formes de l'architecture en bois. Elle a servi de prototype simplifié à l'église la plus célèbre de Moscou : la cathédrale Saint-Basile-le-Bienheureux de Moscou.

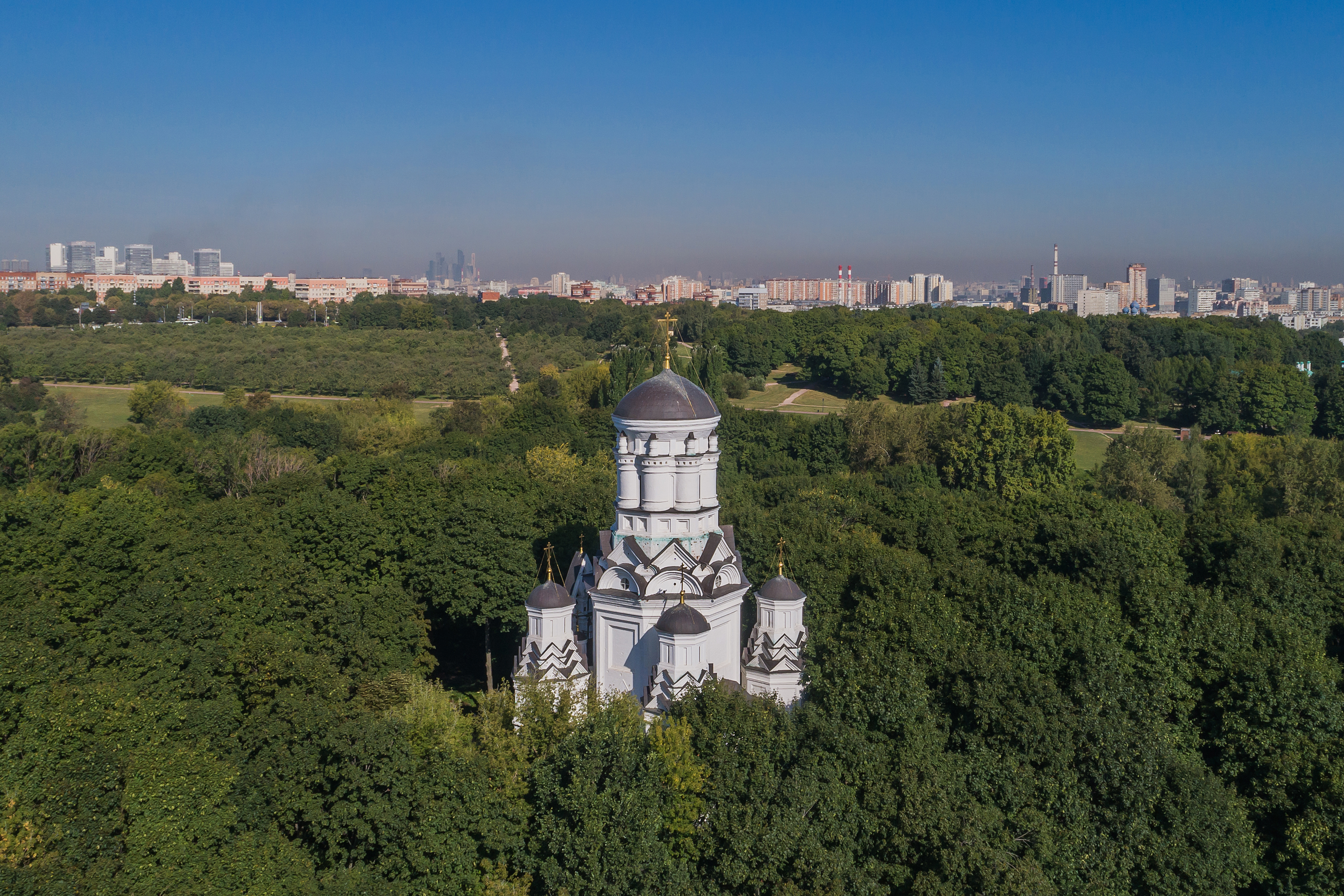
Église de la Décollation-de-Saint-Jean-Précurseur à Diakovo

## L'église auXXesiècle
De 1924 à 1949 l'église est fermée et ce n'est que depuis 1949 que des offices s'y déroulent à nouveau et jusqu'en 1957. Puis le monument est abandonné. Le village de Diakovo est entré dans les limites administratives de la ville de Moscou mais en vue des jeux olympiques de Moscou de 1980 les habitants du village ont quitté les lieux. Le cimetière de l'église est fermé en 1971 et supprimé en 1980. l'église a été reconsacrée en 1992 et actuellement des offices liturgiques s'y déroulent régulièrement.